# دصيوراوية
الدصيوراوية (الاسم العلمي: Dasyurini) هي قبيلة من الثدييات تتبع الفصيلة الدصيوريات من رتبة دصيوريات الشكل.

## أجناس الدصيوراوية
- الدصيور
- الزبابة الجرابية
- العرسة الجرابية الجديدة
- شبيه الأنطكينوس
- الكالوطة
- الأنطكينوس الزائف
- شيطان تسمانيا
- مسننة جلكاء
- الكواري
- المولغارة
- فأر جرابي ثلاثي الخطوط